# Ogni tartaruga poggia su un'altra tartaruga
L'espressione "Ogni tartaruga poggia su un'altra tartaruga" si riferisce al problema della regressione infinita in cosmologia. La metafora sulla tartaruga riprende un antico mito sulla creazione della terra, presente nella mitologia indiana, cinese e nativa americana.

## Citazioni
In un suo libro Stephen Hawking ricorda in un aneddoto tale metafora:
(Stephen Hawking, Dal big bang ai buchi neri. Breve storia del tempo (1988).)